# Rosi Mittermaier
Rosi Mittermaier-Neureuther (născută Mittermaier; n. 5 august 1950, München, RFG – d. 4 ianuarie 2023, Garmisch-Partenkirchen, Bavaria, Germania) a fost o schioară alpină ce a reprezentat Germania, medaliată olimpică. A participat la trei ediții ale Jocurilor Olimpice (1968, 1972, 1976) în care a câștigat două medalii de aur și o medalie de argint.